# Radek Bartoníček
Radek Bartoníček (* 29. května 1969 Uherské Hradiště) je český politický novinář a folklórní reportér.

## Profesní kariéra
V letech 1992 až 1994 pracoval v brněnském deníku Rovnost. V roce 1994 nastoupil do brněnské redakce deníku Mladá fronta DNES. V roce 1997 přestoupil do redakce v Praze, kde se věnoval politickému zpravodajství až do roku 2015. Od roku 2015 nastoupil do redakce Hospodářských novin a Aktuálně.cz. Je autorem regionálního blogu SlováckoDnes.cz, kde se zabývá kulturním a folklórním životem v regionu Slovácka. Zveřejňuje informace o kulturním životě ve slováckých obcích, ke kterému se dostal díky životu ve své rodné obci Hluk. Žije střídavě v Praze a v Ostrožské Lhotě. Na Twitteru publikuje videoreportáže o české politické scéně, kde zpovídá od běžných občanů po premiéry, ministry i prezidentské kandidáty.